# Folke Rundkvist
Folke Kornelius Rundqvist, född 20 september 1907 i Gideå socken i Västernorrlands län, död 4 mars 1969 i Huddinge, var en svensk målare, tecknare och grafiker.
Han var son till målarmästaren JW Rundkvist och Elin Maria Näslund. Rundkvist arbetade först som yrkesmålare innan han studerade vid Tekniska skolan i Stockholm 1927–1930 han fortsatte därefter studierna vid Blombergs målarskola, Fredrikssons målarskola och Söderakademien. Tillsammans med Hans Larsson, Gunnar Hållander och Bia Peterson medverkade han i en vandringsutställning arrangerad av Ångermanlands konstnärsförbund. Separat ställde han ut några gånger i Örnsköldsvik och han medverkade i samlingsutställningar arrangerade av Sveriges allmänna konstförening. Hans konst består av stilleben, figurmotiv, porträtt, stadsbilder och landskap utförda i olja, pastell, gouache eller som grafik. Som tecknare medverkade han med idrottskarikatyrer i sport och dagspressen under signaturen Corne. Rundkvist finns representerad vid Stockholms stadsmuseum.